# Ослябя (фрегат)
«Ослябя» — парусно-винтовой фрегат 45-пушечного ранга военно-морского флота Российской империи. Фрегат предназначался для крейсирования в водах Средиземного, Ионического и Адриатического морей у берегов Греции, Турции, Сирии, Египта и Ливии. В 1863—1864 годах фрегат побывал в САСШ в составе эскадры С. С. Лесовского.

## Постройка

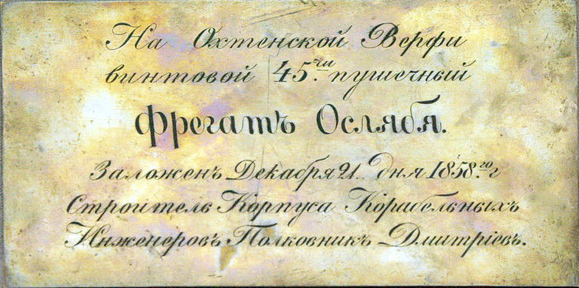
Закладная доска фрегата «Ослябя»

Заказ на постройку фрегата поступил 3 марта 1857 года. Чертёж был выполнен корпуса корабельных инженеров полковником И. С. Дмитриевым. В 1858 году его перевели в Санкт-Петербург, где он возглавил постройку фрегатов «Ослябя» и «Александр Невский» на Охтенской верфи. Постройкой также занимался младший судостроитель Петербургского порта корабельный мастер ККИ поручик Л. Г. Шведе. «Ослябя» был заложен 21 декабря 1858 года. Он строился казенными средствами из дуба с частью лиственницы и сосны. В январе 1859 года на строившийся фрегат командиром назначен капитан 2-го ранга Н. Н. Назимов. Паровая машина прямого расширения для фрегата «Ослябя» была изготовлена на петербургском заводе «Карр и Макферсон» в 1860 году. Фрегат спустили на воду 8 октября 1860 года, и после достройки, испытаний и вооружения, он был принят в казну и зачислен в состав Балтийского флота в 1861 году. В 1860—1863 годах часть механизмов для фрегата была изготовлена по образцу фрегата «Громобой».

### Вооружение

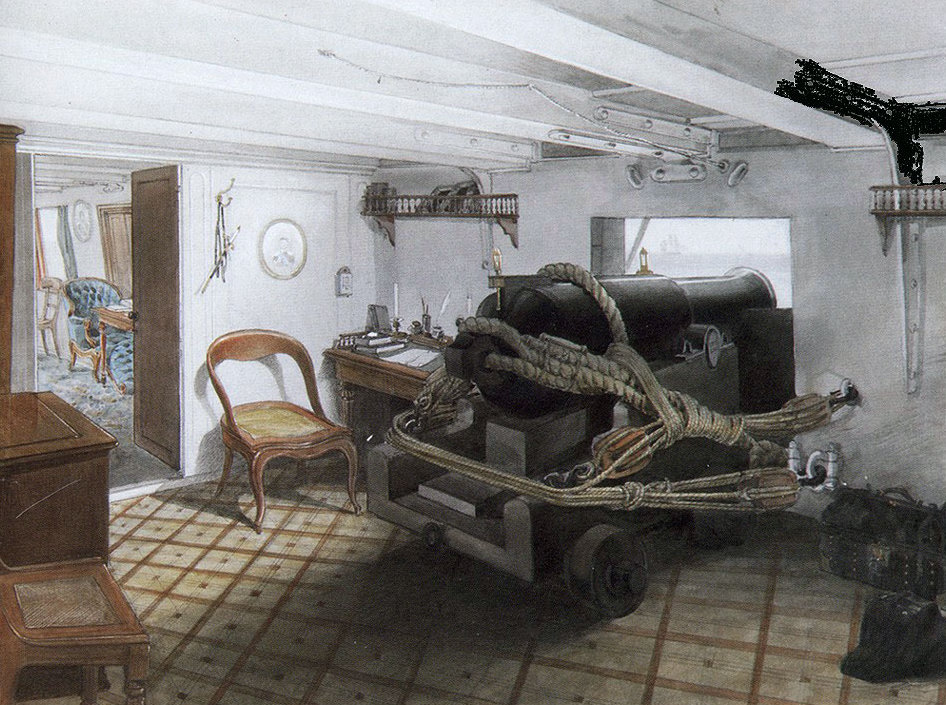
Худ. А. К. Беггров «Орудийный каземат фрегата „Ослябя“»

На фрегате «Ослябя» размещалась артиллерия смешанных калибров, располагавшихся на палубе и в закрытой батарее. С 1862 года вооружение состояло из одного на поворотной платформе 60-фунтового орудия № 1 (196-мм, 15 калибров) и шести 60-фунтовых орудий № 2 (196-мм, 13 калибров) на открытой батарее, а также двадцати двух 60-фунтовых орудий № 2 (196-мм, 13 калибров) на закрытой батарее. Общий вес всей артиллерии корабля равнялся 158,77 тонны, отношение веса орудий к водоизмещению корабля составляло 5,36 %. Вес одного полного залпа составлял 2446 фунтов (1109,487 кг), отношение веса залпа к водоизмещению корабля (фунты/тонны) — 0,826. Расчетная боевая эффективность — 33 494 единиц. В 1863 году в Бостоне двадцать два 60-фунтовых орудия № 2 на закрытой батарее заменили на 36-фунтовые бомбические пушки. К кампании 1866 года 60-фунтовое орудие № 1 главного калибра было заменено на 203-мм нарезную пушку Альфреда Круппа. До 1871 года вооружение больше не изменялось.

## Служба
25 октября 1861 года фрегат «Ослябя» под командованием капитана 2-го ранга Н. Н. Назимова ушел из Кронштадта в Средиземное море. Путь до Англии сопровождался сильными ветрами, поэтому большую часть пути фрегат прошёл под парами, заходя в иностранные порты для пополнения запасов угля и ожидания погоды (31 октября — 2 ноября Карлскруна (Швеция), 4—6 ноября Копенгаген (Дания), 8—12 ноября Арендал (Норвегия)). 22 ноября фрегат перешёл в Темзу к городку Грейвзенд, где на фрегат приняли построенный паровой катер и исправили камбуз.
Со 2 по 6 января 1862 года «Ослябя» совершил переход к Бресту, а 10 числа уже был в Кадисском заливе, где пробыл до 25 января. 4 февраля «Ослябя» стал на якорь у Виллафранка, и с этого же дня фрегат поступил в состав Средиземноморской эскадры контр-адмирала И. А. Шестакова. 11 марта «Ослябя» в сопровождении фрегата «Олег» прибыл в Тулон. Пробыв тут до 7 апреля, фрегат отправился в Виллафранка и далее в Канны, откуда вернулся в Виллафранка 26 апреля. 13 июня «Ослябя» и «Генерал-адмирал» под брейд-вымпелом командующего эскадрой И. А. Шестакова вышли из Виллафранка в плавание. Корабли посетили Росас, Барселону, Пальму, Картахену, Алжир, Магонь и 23 июня вернулись в Виллафранка. Далее «Ослябя» посетил Марсель. 15 сентября «Ослябя» и «Генерал-Адмирал» отправились в Геную. 17 сентября «Генерал-Адмирал» отправился в плаванье, а «Ослябя» остался на рейде ещё некоторое время, после чего перешёл к Виллафранка, где Николай Николаевич получил предписание от управляющего Морским министерством вместе с фрегатом перейти в Пирей и поступить в распоряжение посланника Российской империи в Афинах. 22 октября «Ослябя» покинул порт и взял курс на Лиссабон. В декабре 1862 года в Лиссабоне на фрегат «Ослябя» с фрегата «Дмитрий Донской» были перегружены три железных подсвечника и два колокола — один весом в 20 пудов 10 фунтов, другой в 10 пудов 32 фунта, предназначавшиеся для Дечанского монастыря. Далее фрегат отправился в Пирей.

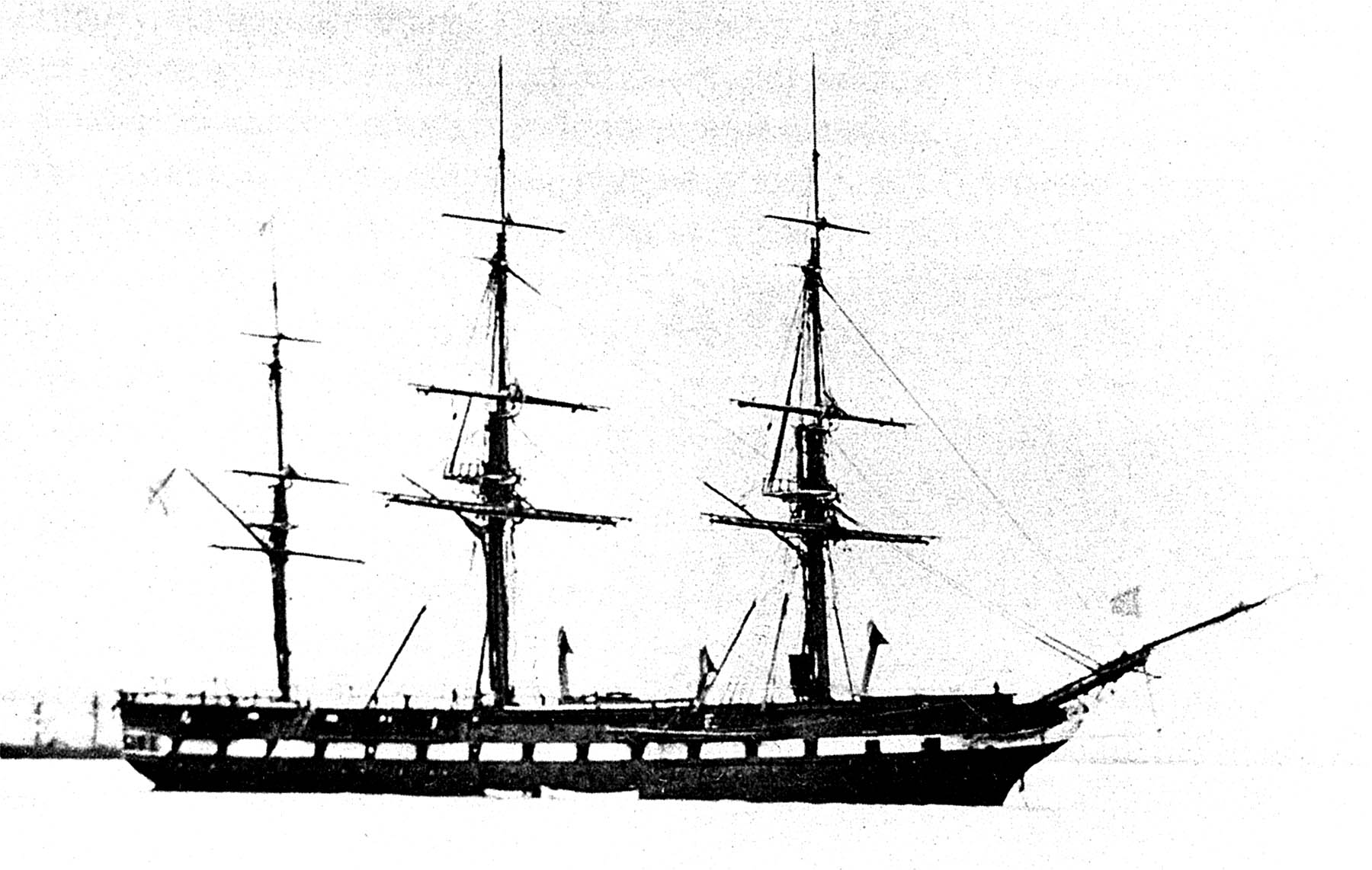
Фрегат «Ослябя» в Бостоне, 1863 год

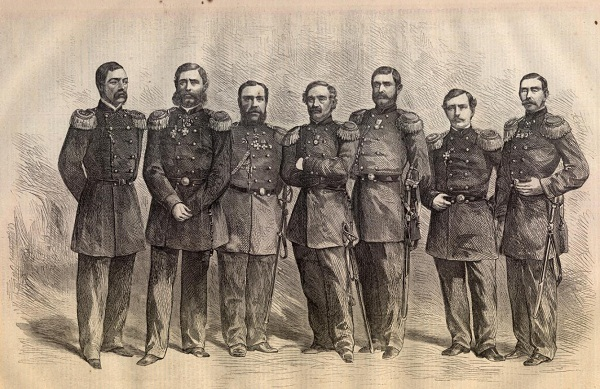
Капитаны экспедиции русского флота к берегам Северной Америки. Слева направо: П.А. Зелёной, И.И.
Бутаков, М.Я. Федоровский, С.С. Лесовский, Н.В. Копытов, О.К. Кремер, Р.А. Лунд

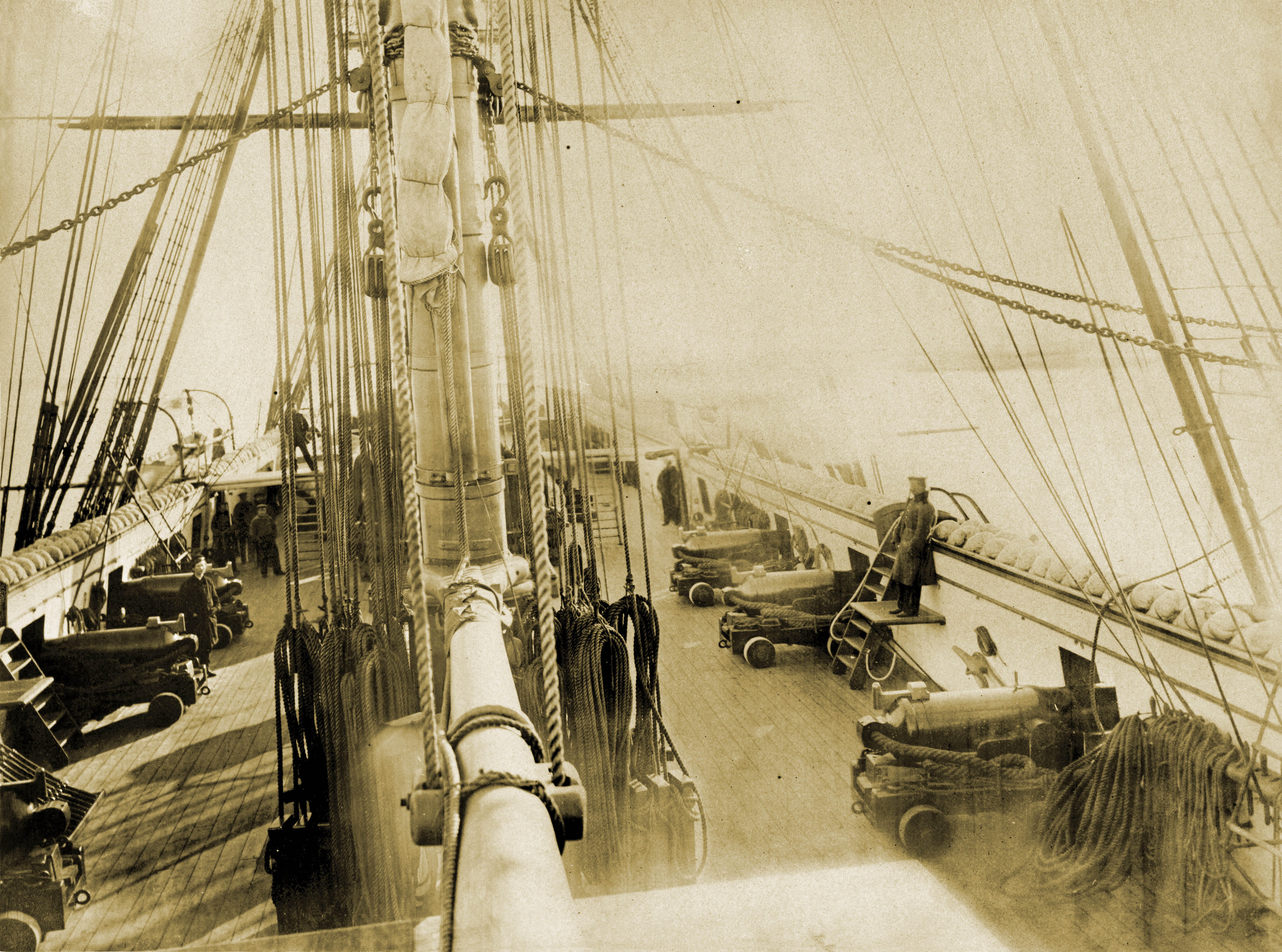
Палуба фрегата «Ослябя», 1863

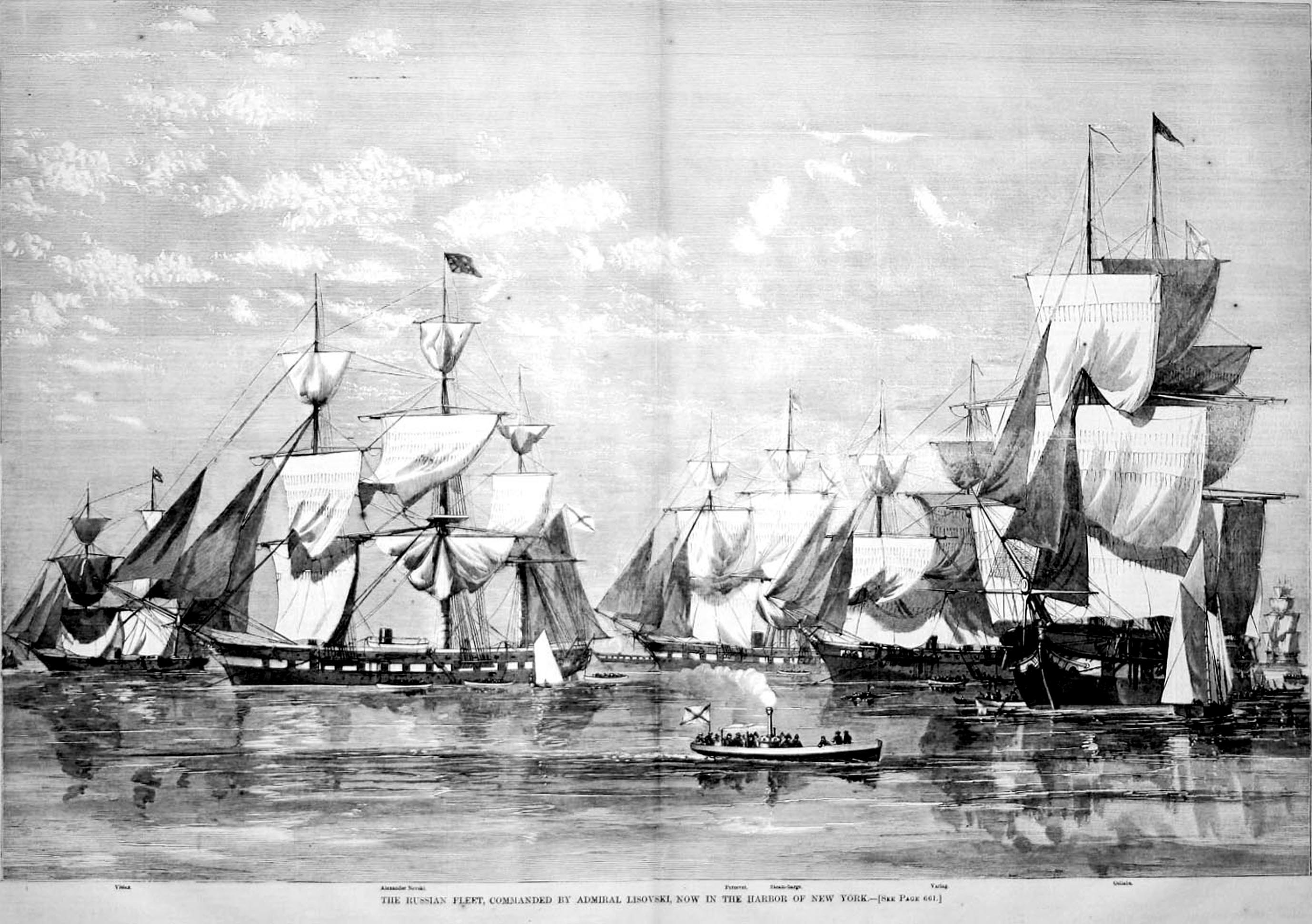
Эскадра в гавани Нью-Йорка, 1863

Команда фрегата «Ослябя» в доках Александрии, Вирджиния. Ноябрь 1863 года

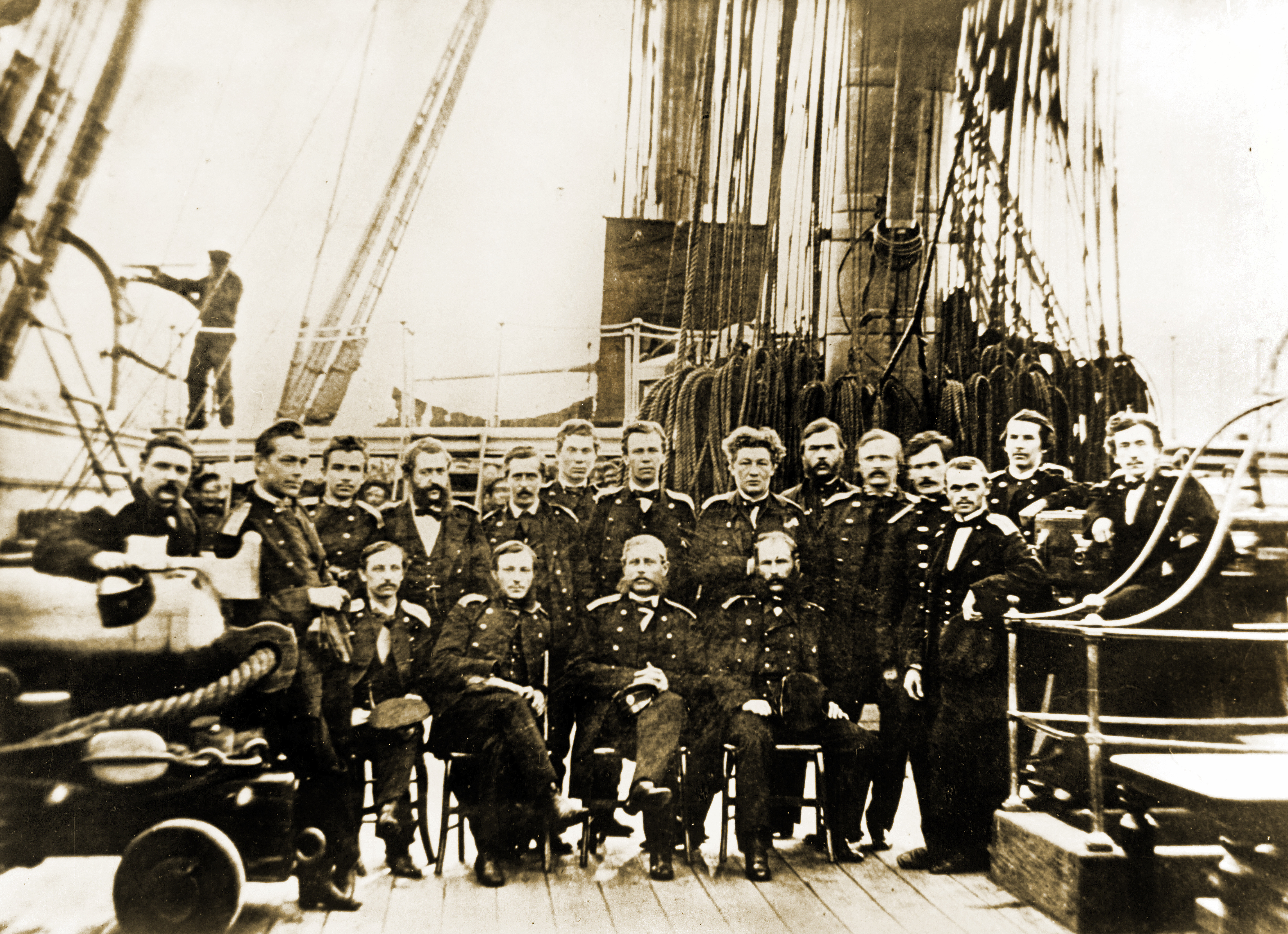
Офицеры фрегата, Бостон, 1863 год

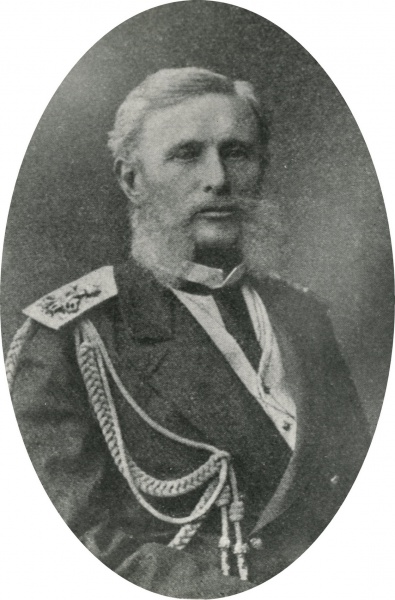
И. И. Бутаков

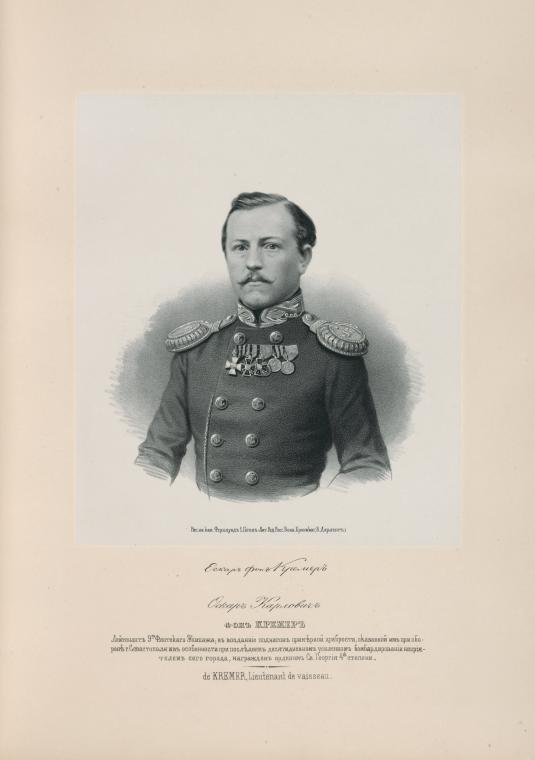
О. К. Кремер

8 января 1863 года из Пирея «Ослябя» отправился в залив Каламата, откуда вышел 19 января курсом на Рагузу (ныне Дубровник). По приходе в Рагузу 24 января Николай Николаевич собирался сдать оба колокола и. о. консула В. В. Макушеву, но Макушев распорядился доставить их в Котор. В этот же день, на подходе к заливу Бокке-ди-Каттаро, с укреплений, защищавших вход в залив, было сделано пять холостых выстрелов. Когда фрегат оказался на траверзе форта Остро, не придав значения холостым выстрелам, Николай Николаевич салютовал австрийскому флагу двадцатью одним пушечным выстрелом, тогда по фрегату был произведён выстрел ядром, а от форта отошла шлюпка. Офицер, прибывший на ней, передал Николаю Николаевичу пакет от коменданта форта, из которого следовало, что в залив запрещено входить военным судам под любым флагом и что порт Котор находится на военном положении уже девять лет — австрийский император декретом от 6 мая 1854 года объявил данный порт военным, и войти в залив можно было только с разрешения из Вены. После выяснения «Ослябя» вернулся в Рагузу в этот же день. На следующий день разрешение было получено, и «Ослябя» опять подошёл к форту. К коменданту был послан лейтенант Авинов с депешей о получении разрешения на вход, но он потребовал времени для подтверждения по телеграфу и запретил ночью оставаться фрегату в заливе. Утром 26 января «Ослябя» вновь подошёл к форту, где на него передали о запрете на проход к порту. Тогда Николай Николаевич решил выгрузить колокола в Антивари, и 27 января фрегат ошвартовался в порту, где командир встретился с российским консулом и с начальником округа Мехмет-пашой, который вскоре сделал ответный визит на фрегат. Утром следующего дня церковная утварь была сгружена на пристань, но появившийся адъютант паши запретил хранить их на берегу — до получения особого разрешения из Константинополя. Тогда Николаю Николаевичу пришлось напомнить о подписанном с Османской империей трактате о веротерпимости и уладить все формальности. Этим же днём «Ослябя» отправился в Корфу, куда прибыл 30 января для пополнения запаса угля. Далее был сделан ряд заходов в порты Средиземного моря. На рейд Пирея фрегат зашёл 10 марта. По предписанию управляющего Морским министерством 12 июля «Ослябя» отправился в Геную, где в командование фрегатом вступил капитан 1-го ранга И. И. Бутаков.
25 июня 1863 года император Александр II подписал высочайшее разрешение на посылку двух эскадр к побережью северной Америки — Тихоокеанскому и Атлантическому. Позже этот поход в истории получил название «Первая экспедиция русского флота к берегам Северной Америки». Атлантическую эскадру возглавил контр-адмирал С. С. Лесовский. В неё вошли фрегат «Александр Невский» (капитан 1-го ранга М. Я. Федоровский), фрегат «Пересвет» (капитан-лейтенант Н. В. Копытов), фрегат «Ослябя» (капитан 1-го ранга И. И. Бутаков), корвет «Варяг» (капитан-лейтенант Р. А. Лунд), корвет «Витязь» (капитан-лейтенант О. К. Кремер) и клипер «Алмаз» (капитан-лейтенант П. А. Зелёной). Действия эскадры были определены секретной инструкцией, которую контр-адмирал С. С. Лесовский получил от Управляющего Морским Министерством Н. К. Краббе 14 июля 1863 года. По инструкции эскадра должна была скрытно пройти Балтику, Северное море и прибыть в Нью-Йорк. В случае начала боевых действий между Россией и Англией эскадра должна была действовать на торговых путях Великобритании и противостоять боевым кораблям Англии. Также если война началась бы ещё на переходе, то каждый корабль имел отдельное распоряжение следовать в определённый ему район крейсерства. Так, «Александр Невский» должен был крейсировать в Северной Атлантике на линии Ливерпуль — Нассау; «Пересвет» на пути из Англии в Ост-Индию; «Ослябя» в районе Азорских островов; «Варяг» на пути из Англии в Южную Америку; «Витязь» на пути от мыса Доброй Надежды до острова Святой Елены; «Алмаз» должен был действовать в центральной части Атлантического океана.
Предписание о посылке фрегата в САСШ Иван Иванович получил во время несения службы в Средиземном море, и отправился в Нью-Йорк 29 июля. Основные силы эскадры покинули Кронштадт ещё 18 июля. Уголь для эскадры доставляли транспорта «Артельщик» и «Красная горка». Именно ими во время этого перехода была выполнена первая в истории Российского флота передача угля в мешках через борта кораблей на ходу. «Ослябя» первым бросил якорь в гавани Нью-Йорка 24 сентября 1863 года. Всем офицерам корабля были торжественно вручены «дипломы на звание нью-йоркского гражданина». Затем корабль посетила супруга американского президента миссис Мэри Тодд Линкольн. Через несколько дней после её посещения капеллан фрегата «Ослябя» иеромонах Нестор крестил в Нью-Йорке в резиденции госпожи Негропонти четырёх греческих детей, и, как писала газета New York Times того времени — «Служба имела самый впечатляющий характер и вызвала большой интерес… Служение было прочитано на русском языке, и его формы хоть и своеобразны, но очень подходят для такой церемонии…». Когда иеромонах Нестор побывал в Афинах на пути «Осляби» в Кронштадт, то сообщил руководителям церкви о появлении новых православных в Америке. Тогда было принято решение послать в САСШ священника церкви посольства России в Афинах Агапия Гончаренко. 13 сентября «Пересвет» и «Александр Невский» прибыли на рейд Нью-Йорка, к вечеру этого же дня подошли «Варяг» и «Витязь». 29 сентября прибыл «Алмаз».
Эскадра оставалась в Нью-Йорке до 15 ноября, когда «Ослябя», «Варяг», «Витязь» и «Алмаз» отправились в Атлантик-Сити, а затем в Хамптон к крепости Монро, куда прибыли 13 декабря. 17 декабря туда прибыли «Александр Невский» и «Пересвет». Далее «Ослябя» под флагом С. С. Лесовского, а также «Варяг» и «Витязь» поднялись по реке Потомак до Александрии — пригорода Вашингтона. Там русские офицеры по приглашению президента Авраама Линкольна посетили столицу и были приняты в конгрессе.
«Ослябя» пробыл на Хамптонском рейде до 18 марта 1864 года, после чего перешёл к Нью-Йорку. На переходе фрегат попал в шторм, но выдержав его, идя под парами, 28 числа было взято на буксир терпящее бедствие английское торговое судно с потерянными реями и поломанными стеньгами. Буксировка шхуны продолжалась до затихания шторма. 31 марта «Ослябя» стал на якорь у Статен-Айленд, далее перешёл в Нью-Йорк. С 9 по 16 мая крейсерство у берегов САСШ, после чего переход к Бостону. 4 июня «Ослябя» в составе эскадры покинул рейд и взял курс на Россию. 20 июля эскадра ошвартовалась в Кронштадте. Академик Роберт Фёдорович Иванов отмечал: «…визит русских эскадр был связан с восстанием в Польше, которое было использовано Англией, Францией и другими европейскими державами для резких дипломатических и военных демаршей против России». В России Иван Иванович получил новое назначение на должность начальника южного фланга обороны Кронштадта, а на должность командира фрегата вернулся капитан 1-го ранга Н. Н. Назимов, на котором прослужил до конца 1865 года.
10 января 1866 года командовать фрегатом назначен капитан 2-го ранга О. К. Кремер. 25 мая 1866 года отряд кораблей под флагом контр-адмирала Посьета в составе корвета «Витязь» и фрегата «Ослябя» с великим князем Алексеем Александровичем вышли с Кронштадтского рейда в практическое плавание в Атлантический океан «для приобретения морской практики великим князем Алексеем Александровичем». В сопровождении были фрегат «Светлана», клипер «Яхонт» и пароход РАК «Император Николай I». 27 мая «Яхонт» получил назначение и покинул отряд. 28 мая и «Светлана» покинула отряд, отправившись в Гельсингфорс (ныне Хельсинки). 4 июня отряд стал на якорь на Копенгагенском рейде, а 13 июня «Ослябю» посетил датский король Кристиан IX. На следующий день корабли продолжили плаванье и 16 июня вошли в Немецкое море. 29 июня зашли на Фальмутский рейд, где пробыли до 5 июля. 6 дней занял переход до Лиссабона. На острове Мадейра, куда корабли прибыли 29 июля, пополнили запасы и 4 августа взяли курс на Кронштадт. Корабли пришли в родной порт 6 сентября 1866 года. По окончании этого учебного плавания, с 13 сентября О. К. Кремер назначен в флигель-адъютанты.
3 марта 1869 года приказом за номером 34 фрегат «Ослябя» и корвет «Аскольд» перечислены в 1-й отряд 2-го флотского экипажа.
1 января 1870 года командовать фрегатом назначен капитан 2-го ранга А. А. Корнилов, но в связи с его переводом на должность командира фрегата «Минин», с 16 марта должность занял капитан 1-го ранга Я. М. Дрешер.
Фрегат исключён из списков Российского Императорского флота 19 октября 1874 года.

## Командиры

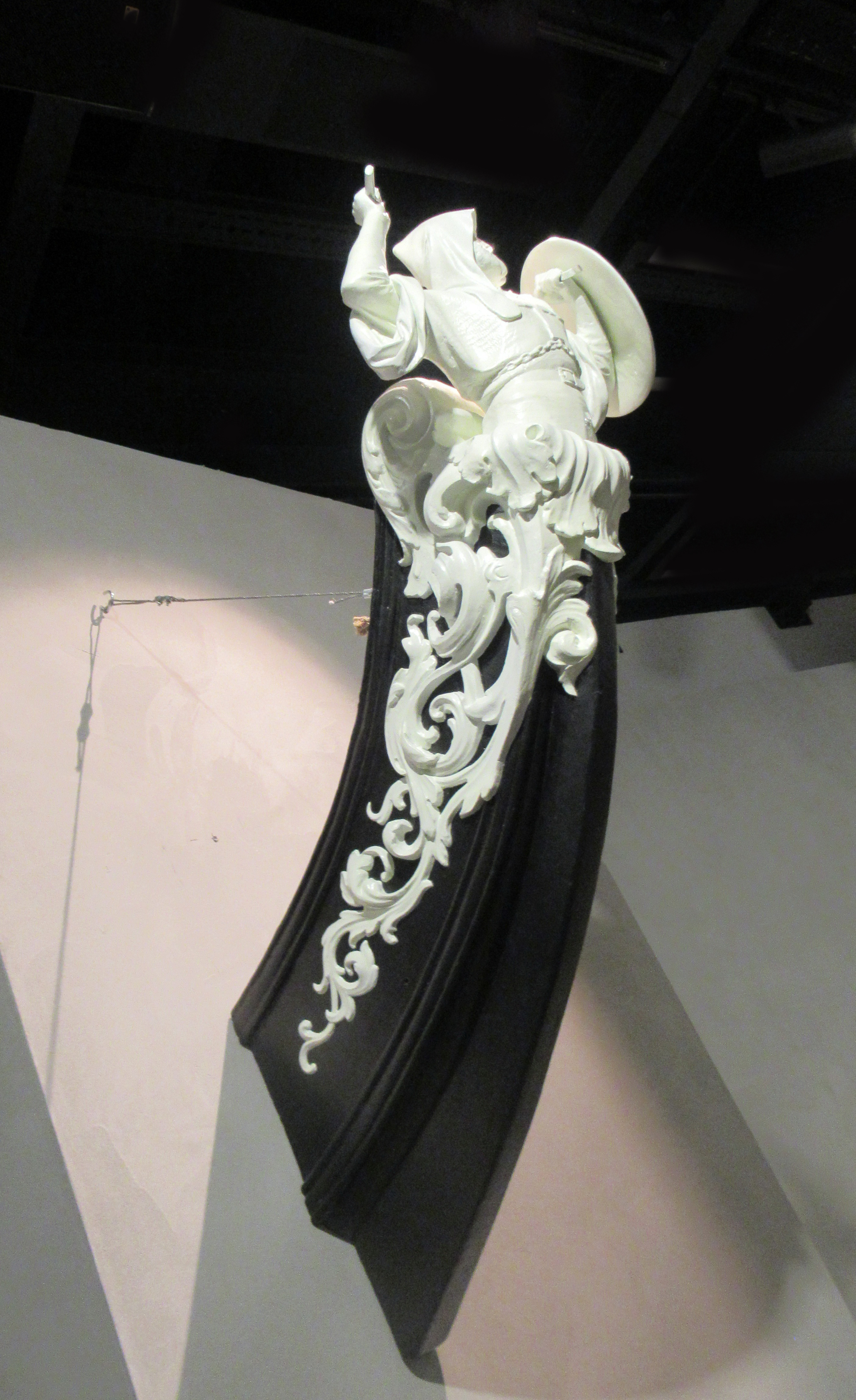
Николай Пименов. Модель носового украшения фрегата "Ослябя". 1860. Центральный военно-морской музей.

- 16.03.1859[28] — 19.08.1863 — капитан 2-го ранга (с 17.10.1860 капитан 1-го ранга) Назимов, Николай Николаевич
- 19.08.1863[29] — 10.05.1864 — капитан 1-го ранга Бутаков, Иван Иванович
- 10.05.1864 — хх.хх.1865 — капитан 1-го ранга Назимов, Николай Николаевич
- хх.хх.1865 — 29.11.1865 — капитан 2-го ранга Беклешов, Николай Алексеевич
- 10.01.1866 — 27.02.1867 — капитан 2-го ранга (с 16.09.1866 флигель-адъютант) Кремер, Оскар Карлович
- хх.хх.1867 — 15.05.1867 — флигель-адъютант капитан 1-го ранга Федоровский, Михаил Яковлевич
- 01.01.1870 — 16.03.1870 — капитан 2-го ранга Корнилов, Алексей Александрович
- 16.03.1870 — 19.10.1874 — капитан 1-го ранга Дрешер, Яков Матвеевич

### Другие должности
- ??.??.1860—??.??.1862 лейтенант Тыртов Павел Петрович
- ??.??.1861—??.??.1862 капитан-лейтенант Тудер Стен-Карл Иванович
- ??.??.186?—1863—??.??.186? лейтенант Авинов
- ??.??.1862—??.??.1865 старший офицер капитан-лейтенант Тыртов Павел Петрович
- ??.??.1862—??.??.1864 вахтенный начальник мичман Деливрон Карл Карлович
- ??.??.1862—??.03.1864 вахтенный начальник мичман Барабанщиков Николай Романович (умер от жёлтой лихорадки на переходе из Нью-Йорка в Карибское море)
- ??.??.1863—??.??.1864 вахтенный начальник флаг-офицер командира Атлантической эскадры контр-адмирала С. С. Лесовского лейтенант граф Литке Константин Фёдорович
- ??.??.1863—??.??.1864 капеллан иеромонах Нестор
- ??.??.1863—??.??.1864 корпуса инженер-механиков флота прапорщик Беггров Александр Карлович[30]
- ??.??.1863—??.??.1864 лейтенант Семечкин Леонид Павлович
- ??.05.1866—??.10.1866 гардемарин великий князь Алексей Александрович

## Память
- Закладная доска хранится в Центральном военно-морском музее[31].
- Также в Центральном военно-морском музее хранится прицел от девятидюймового орудия главного калибра[32]
- Картина «Орудийный каземат фрегата „Ослябя“» А. К. Беггрова — является самым ранним произведением художника в собрании Центрального военно-морского музея.
- Ещё одним экспонатом Военно-Морского музея является носовая фигура (гальюнная фигура) мастера Н. С. Пименова.